# Криві збагачуваності

Рис. 1. Криві збагачуваності показують залежності між основними технологічними показниками збагачення:
λ – залежність між сумарним виходом і зольністю елементарних фракцій;
β – залежність між сумарним виходом фракцій, що спливли, і їхньою зольністю;
Θ – залежність між сумарним виходом фракцій, що потонули, і їхньою зольністю ;
δ – залежність між розділовою густиною і виходами фракцій.

Рис. 2. Вигляд теоретичних кривих λ.

Криві збагачуваності (рос. кривые обогатимости , англ. washability curves, нім. Aufbereitungskurven f pl) – криві, одержані на основі результатів фракційного аналізу, які дозволяють визначити теоретичний вихід легких та важких фракцій.

## Загальний опис
Відрізняють чотири основні типи кривих збагачуваності: 
- крива зольності вугілля,
- крива легких фракцій,
- крива важких фракцій,
- крива відносної густини.

Ці криві відповідно відбивають залежності: 
- 1 - виходу елементарних фракцій заданої густини від зольності граничного елементарного шару - крива зольностей елементарних шарів розділення λ;
- 2 - виходу фракцій, що спливли, від їх зольності - крива легких фракцій або крива середніх зольностей концентрату β;
- 3 - виходу потонулих фракцій від їх зольності - крива важких фракцій або крива середніх зольностей відходів θ;
- 4 - виходу фракцій, що спливли, від їх граничної (максимальної) густини - крива густин розділення σ.

В Донецькому державному технічному університеті створена програма моделювання фракційного складу та обчислення кривих збагачуваності. Застосування рекурсивних методів knot- і area-продовження масивів даних збагачуваності забезпечує точне моделювання не тільки окремих об'єктів, але і всієї технологічної схеми збагачувальної фабрики будь-якої степені її деталізації.
За кривими збагачуваності визначають теоретичні показники збагачення корисної копалини, густину розділення, можливість шихтовки різновидів сировини. Крім того, по характеру кривої λ можна судити про збагачуваність матеріалу, що переробляється. Залежно від характеру кривої λ можна припустити три теоретичних випадки розділення матеріалу.
Крива λ, що зображена ламаною лінією, характеризує матеріал, який не містить зростків і в процесі збагачення ідеально розділяється на два продукти (рис. 2 а). Якщо крива λ має вигляд прямої лінії, нахиленої під деяким кутом φ, це означає, що матеріал містить значну кількість зростків при нерівномірному вкрапленні корисного мінералу, збагачуваність такого матеріалу винятково важка (рис. 2 б). Якщо крива λ зображена вертикальною прямою (φ = 90о), матеріал збагатити неможливо, тому що вся його маса складається із найтонших зростків мінералів, що не руйнуються при подрібненні (рис. 2 в).
Чим складніша збагачуваність корисної копалини, тим складнішою повинна бути схема збагачення і тим ефективнішими повинні бути використовувані в ній процеси збагачення.
При роздільному збагаченні двох машинних класів або корисних копалин двох шахт (кар’єрів) варіантів розділення може бути багато, але вибрати необхідно той, який дозволить одержати максимальний вихід концентрату заданої якості. 
Відповідно до теореми про максимальний вихід концентрату: «При заданій якості сумарного концентрату його максимальний вихід може бути отриманий тільки в тому випадку, якщо розділення окремих класів (або матеріалів) у кожній окремій операції здійснюється за елементарними фракціями з однаковою розділовою ознакою (наприклад, зольністю)».